# Hydroscapha turbinata
Hydroscapha turbinata is een keversoort uit de familie Hydroscaphidae. De wetenschappelijke naam van de soort is voor het eerst geldig gepubliceerd in 1925 door Champion.